# Josef Filipec
Josef Filipec (21. února 1915 Hoštice u Kroměříže – 7. dubna 2001) byl český jazykovědec, lexikograf, pracovník Ústavu pro jazyk český a (spolu s Františkem Danešem) jeden ze dvou hlavních redaktorů Slovníku spisovné češtiny (1978) a autor jeho koncepce. Jeho patrně nejvýznamnějším dílem jsou oddíly České lexikologie (1985), lexikologického doplňku trojdílné akademické Mluvnice češtiny (1986–1987), jejichž je autorem (spoluautorem této knihy je František Čermák). Články, které psal Filipec do časopisu Naše řeč, jsou přístupné online; poněkud překvapivě je také autorem rozboru básní, byť jazykového (dvojdílný článek K jazyku a stylu Otokara Březiny z roku 1969). Podle Otakara Mališe byl člověkem náboženským, a to, že přes to mohl i po prověrce z roku 1958 zůstat v ÚJČ, bylo dáno jen díky povaze místního pracoviště.

## Život
Vystudoval gymnázium v Kroměříži a poté brněnskou Filozofickou fakultu, obory slavistika a germanistika.

## Publikace
- Česká synonyma z hlediska stylistiky a lexikologie, 1961
- Češsko-russkij slovar’, 1973, spoluautor
- Češsko-russkij slovar’ – Česko-ruský slovník, 1976, spoluautor
- Slovník spisovné češtiny pro školu a veřejnost, 1978 a další vydání, člen hlavní redakce
- Česká lexikologie, 1985, spolu s Františkem Čermákem
- Studia Lexicologica, 1996, ISBN 3-87690-645-8